# فرانكلين جاكوبس
فرانكلين جاكوبس (بالإنجليزية: Franklin Jacobs)‏ هو واثب عالي أمريكي، ولد في 31 ديسمبر 1957 في كارولاينا الجنوبية في الولايات المتحدة.

## روابط خارجية
- فرانكلين جاكوبس على موقع الاتحاد الدولي لألعاب القوى (الإنجليزية)